# Holstentor

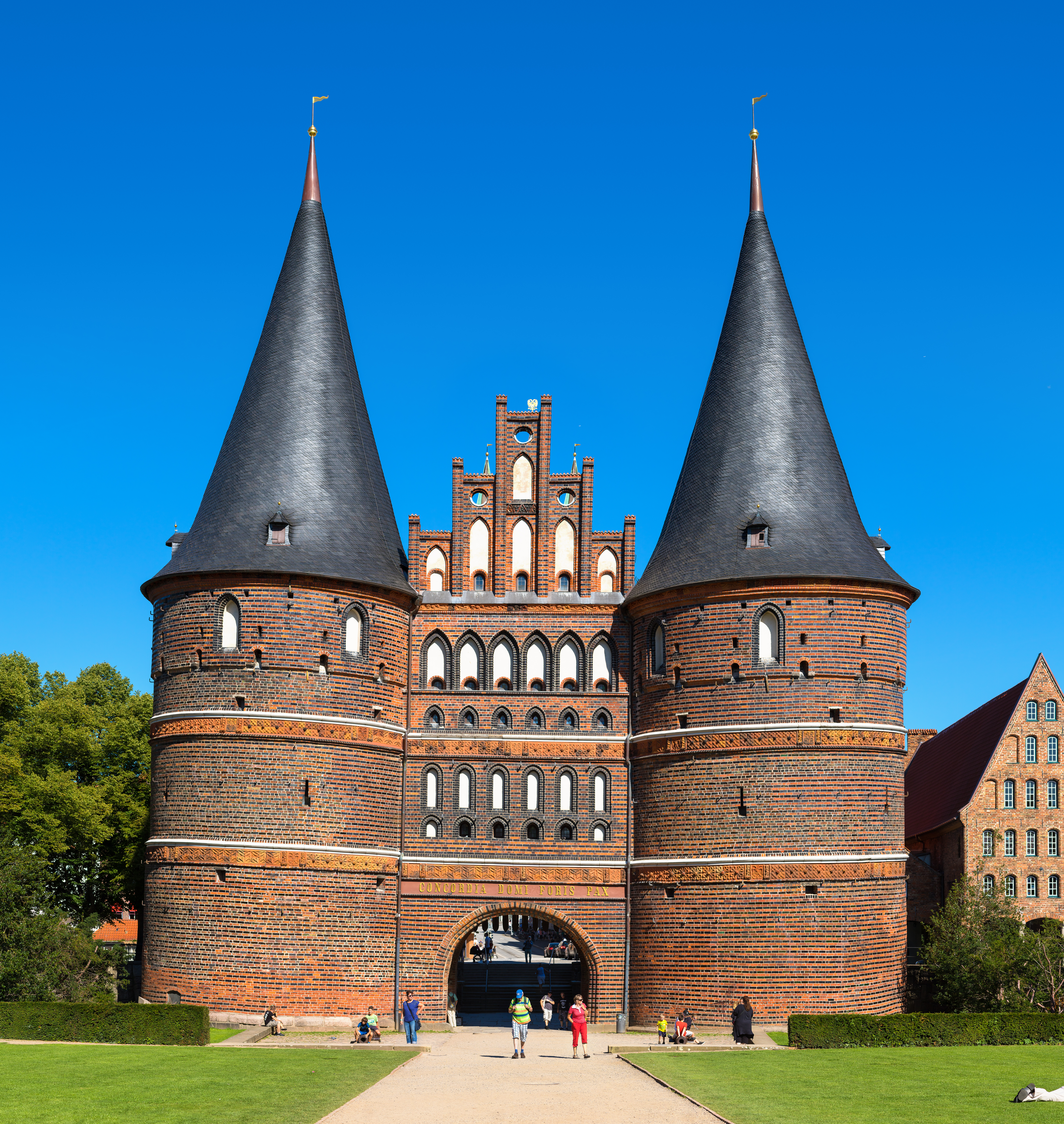
Blick vom Holstentorplatz auf die Feldseite des Holstentors

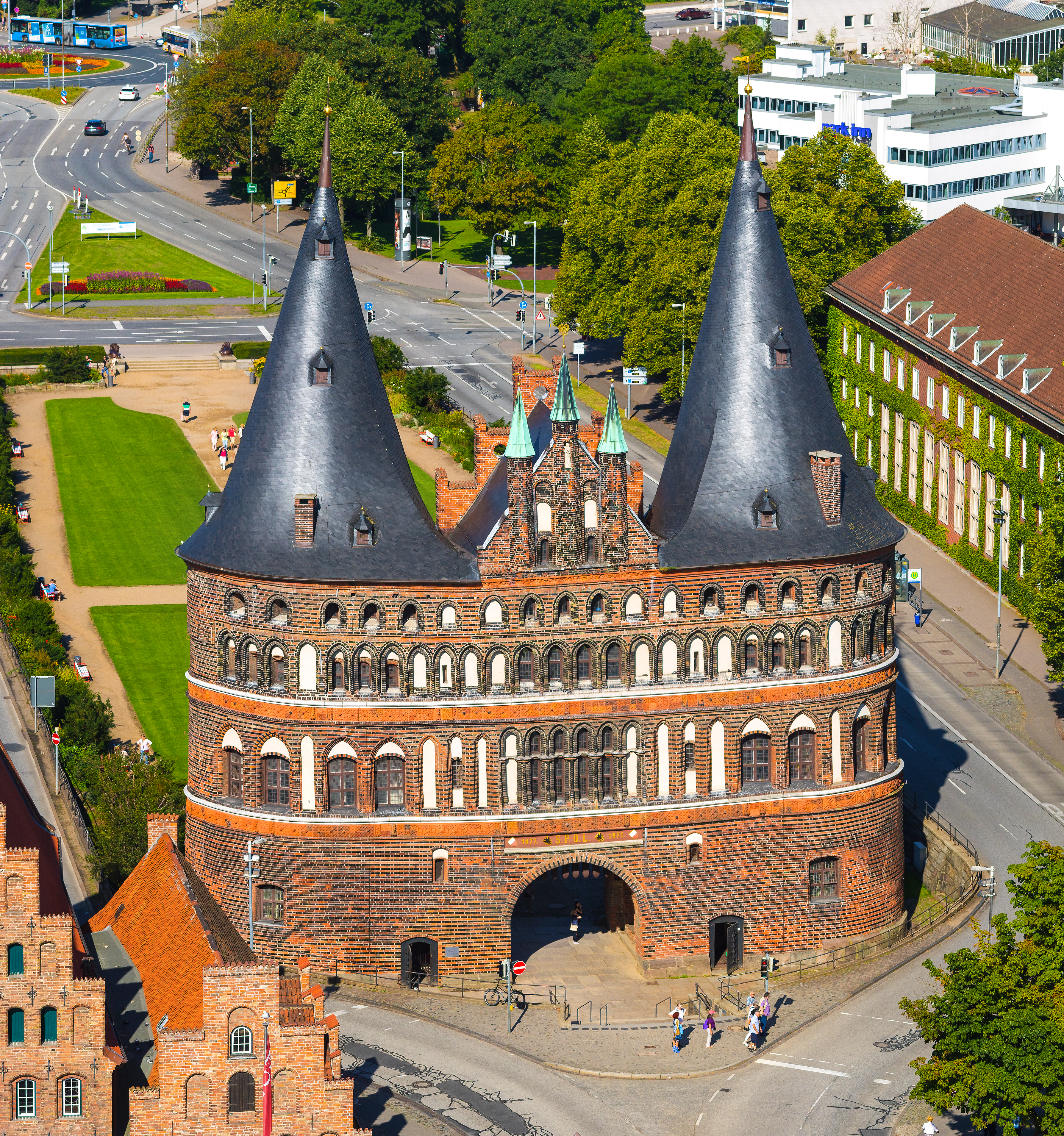
Blick auf die Stadtseite des Holstentors von der Petrikirche herab

Das Holstentor („Holstein-Tor“) ist ein Stadttor, das die Altstadt der Hansestadt Lübeck nach Westen begrenzt. Es ist das Wahrzeichen der Stadt und wurde 1478 fertiggestellt.
Das spätgotische Gebäude gehört zu den Überresten der Lübecker Stadtbefestigung. Das Holstentor ist neben dem Burgtor das einzige erhaltene Stadttor Lübecks. Mehr als 300 Jahre lang stand es als „Mittleres Holstentor“ in einer Reihe mit drei weiteren Holstentoren, die im 19. Jahrhundert abgerissen wurden. Das Mittlere Holstentor, das heute als „Holstentor“ bekannt ist, wurde hingegen mehrmals restauriert, zuletzt in den Jahren 2005/2006.
Seit 1950 befindet sich in den Räumen des Holstentores das Stadtgeschichtliche Museum von Lübeck.

## Lage und Umgebung

Das Holstentor (Blick auf die Stadtseite), daneben die Salzspeicher am Trave-Ufer (links von der Bildmitte)

Das Holstentor liegt auf einer (Sicht-)Achse mit dem Hauptbahnhof in der Vorstadt St. Lorenz, der Puppenbrücke (an den Lübecker Wallanlagen), der Holstenbrücke und der Holstenstraße, die direkt in das Zentrum der Innenstadt führt.
Der Holstentorplatz liegt von der Altstadt gesehen hinter dem Holstentor. Er ist umgeben von der ehemaligen Filiale der Deutschen Bundesbank, die sich im früheren Reichsbankgebäude befand und um einen rückwärtigen Neubau ergänzt wurde. Die Lübecker Niederlassung wurde 2015 geschlossen. Auf der anderen Seite liegt zwischen den historischen Salzspeichern und dem Gewerkschaftshaus des DGB die backsteinexpressionistische Holstentorhalle, welche zwischen 2005 und 2007 mit Mitteln der Possehl-Stiftung zu einem Übungs- und Unterrichtsgebäude der Musikhochschule Lübeck umgebaut wurde. Zur Verbindung mit dem Hauptgebäudekomplex der Hochschule in der Altstadt wurde im Frühjahr 2007 eine weitere Fußgängerbrücke über die Obertrave fertig gestellt.

## Aussehen

### Aufbau
Das Holstentor besteht aus Südturm, Nordturm und Mittelbau. Es hat vier Stockwerke, wobei das Erdgeschoss im Mittelbau entfällt, da sich hier der Durchgang (das Tor) befindet. Die nach Westen (stadtauswärts) zeigende Seite wird als die Feldseite bezeichnet; die stadteinwärts weisende Seite ist die Stadtseite.
Die beiden Türme und der Mittelbau bilden von der Stadtseite gesehen eine Einheit mit einer durchgängigen, geraden Front. Zur Feldseite sind die Gebäudeteile deutlich voneinander abgesetzt. Die beiden Türme stehen hier halbkreisförmig vor und liegen am weitesten Punkt ihres Radius 3,5 Meter vor dem Mittelbau. Auf den Türmen sitzt je ein kegelförmiges Dach; der Mittelbau ist von einem Giebel besetzt.

### Durchgang und Inschriften
Der Durchgang war früher zur Feldseite mit zwei Torflügeln versehen, die nicht erhalten sind. Ein „Fallgatter“ wurde erst 1934 angebracht und entspricht nicht den ursprünglichen Sicherungsanlagen. An dieser Stelle befand sich einst ein so genanntes Orgelwerk, bei dem die Eisenstangen einzeln und nicht als Ganzes heruntergelassen wurden. So war es möglich, alle Stangen bis auf eine oder zwei bereits zu senken und dann abzuwarten, um den eigenen Männern noch ein Hindurchkommen zu ermöglichen oder durch die Verengung des Durchganges ein Einfallen feindlicher Kavallerie oder Fahrzeuge unter geringstem Aufwand zu verhindern. Über dem Durchgang ist auf der Stadt- wie auf der Feldseite je eine Inschrift angebracht.

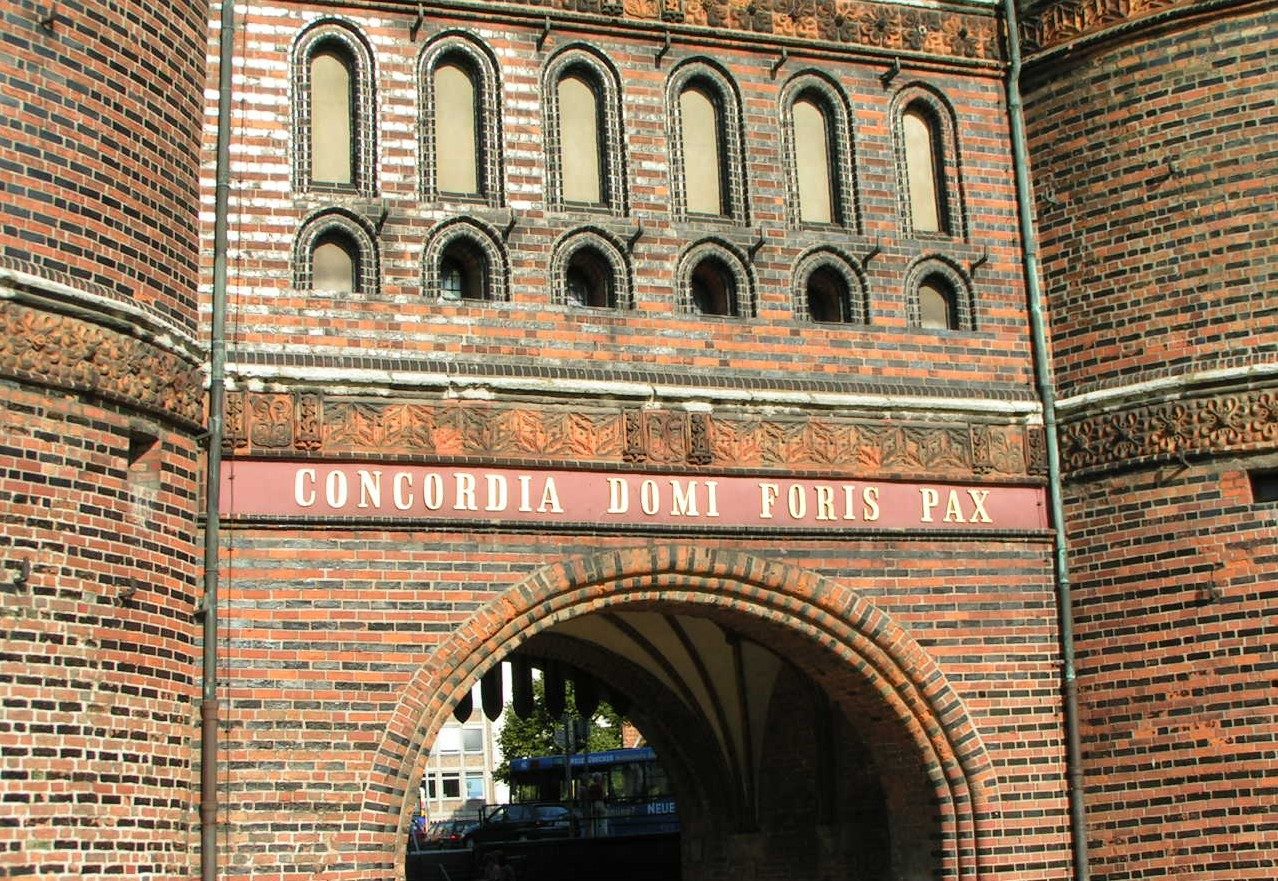
Inschrift Feldseite: CONCORDIA DOMI FORIS PAX

Auf der Stadtseite lautet die Inschrift S.P.Q.L., eingerahmt von den Jahreszahlen 1477 und 1871. Ersteres war das vermeintliche Datum der Erbauung (korrektes Datum ist, wie man inzwischen weiß, 1478), letzteres das Datum der Restaurierung sowie der Gründung des Deutschen Reiches. Diese Inschrift hatte das römische S.P.Q.R. (lateinisch Senatus populusque Romanus – „Senat und Volk Roms“) zum Vorbild und sollte entsprechend für Senatus populusque Lubecensis stehen. Sie wurde 1871 angebracht. Vorher gab es an dieser Stelle keine Inschrift. Sie hätte auch wenig Sinn ergeben, da der Blick auf die unteren Bereiche des Holstentors von der Stadtseite aus durch hohe Mauern versperrt war.
Eine andere Inschrift befindet sich auf der Feldseite. Dort steht Concordia domi foris pax („Eintracht innen, draußen Friede“). Auch dieser Schriftzug stammt von 1871 und ist eine verkürzte Form der Inschrift, die zuvor auf dem (nicht erhaltenen) Vortor gestanden hatte: Concordia domi et foris pax sane res est omnium pulcherrima („Eintracht innen und Friede draußen sind in der Tat für alle am besten“, siehe Äußeres Holstentor).

### Befestigungen der Feldseite

Blick auf das Holstentor von Westen (Feldseite) in Richtung der Altstadt. Links die Doppeltürme der Marienkirche. Rechts der Turm der Petrikirche, davor die historischen Salzspeicher.

Funktionsgemäß sind die Feld- und die Stadtseite sehr unterschiedlich gestaltet. Während die Stadtseite reich mit Fenstern geschmückt ist, wäre eine solche Ausstattung zur Feldseite angesichts der erwarteten Gefechtssituationen unpassend gewesen. Zur Feldseite zeigen daher nur wenige kleine Fenster. Außerdem ist das Mauerwerk von Schießscharten durchsetzt. Auch sind die Mauern zur Feldseite mit 3,5 Metern dicker als zur Stadtseite (dort unter 1 Meter). Möglicherweise war auch geplant, das Tor von der Stadtseite im Notfall schnell zu zerstören, damit es einem Feind nicht in die Hände fiele.
Zur Feldseite zeigen die Schießscharten sowie die Öffnungen der Geschützkammern. In jedem Turm befanden sich im Erdgeschoss, im ersten und im zweiten Obergeschoss je drei Geschützkammern. Diese sind im Erdgeschoss nicht erhalten. Da das Bauwerk im Laufe der Jahrhunderte im Erdboden eingesunken ist, liegen sie mittlerweile 50 Zentimeter unter dem Erdboden und noch unterhalb des neuen Fußbodens. Im ersten Obergeschoss gibt es zusätzlich zu den erwähnten Kammern noch zwei Schießscharten für kleinere Geschütze, die über und zwischen den drei genannten Kammern lagen. Kleinere Öffnungen gibt es auch im dritten Obergeschoss, wo für Handfeuerwaffen nach vorne und nach unten weisende Scharten eingelassen sind.
Der Mittelbau hat keine Schießscharten. Die über dem Durchgang liegenden Fenster waren auch dazu ausgerichtet, einen eindringenden Feind mit Pech oder kochendem Wasser zu übergießen.

### Materialien und Verzierungen

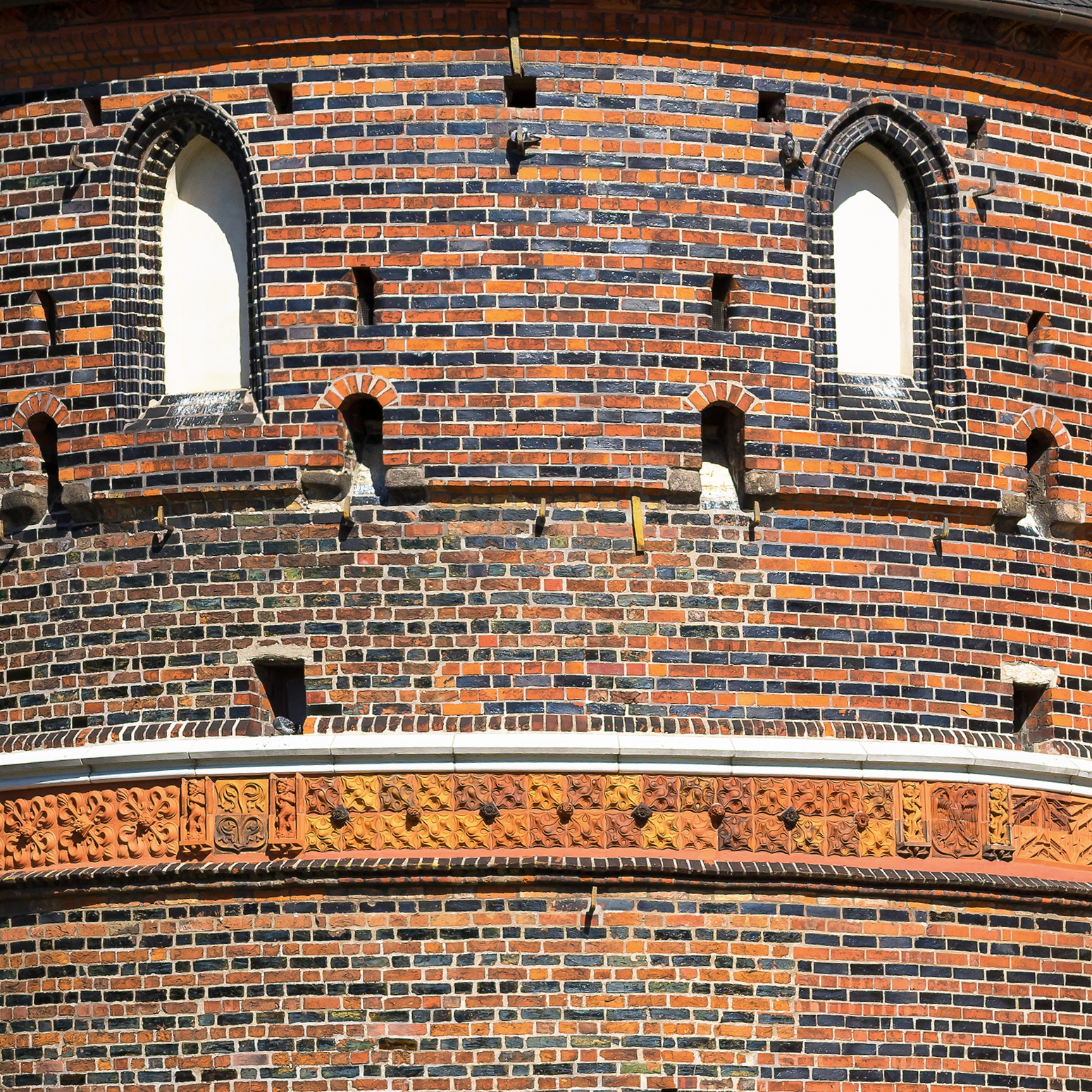
Feldseite des Nordturms: roter und schwarz glasierter Backstein in Quaderform und als Formstein, Terrakottaband, Kalkstein (Sims, Stürze der unteren Schussöffnungen) und Granit (Konsolen der oberen Schussöffnungen)

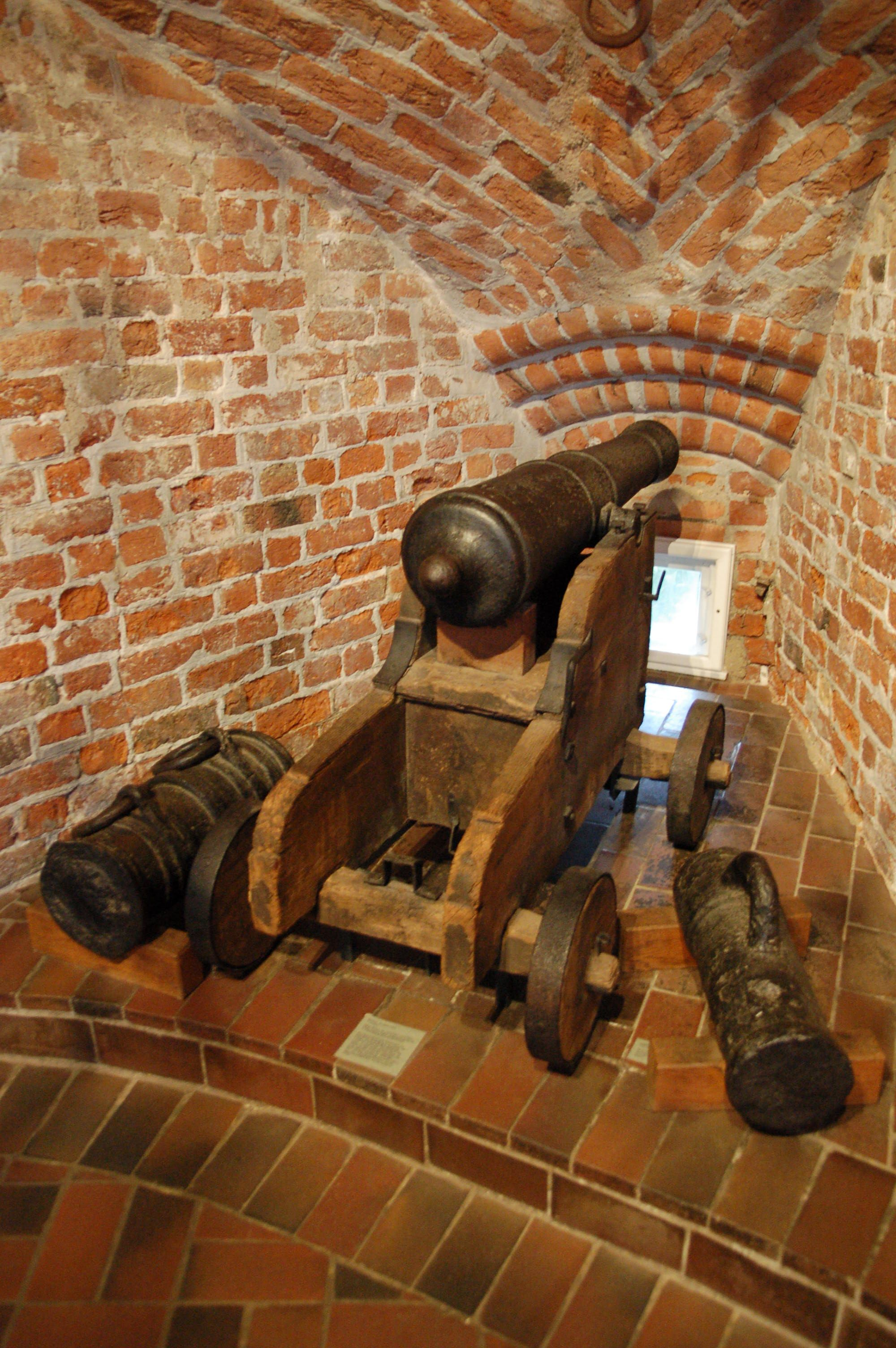
Nachgebildete Kanone im Holstentor

Die auffälligsten nicht unter praktischen Gesichtspunkten angebrachten Ausschmückungen sind die zwei so genannten Terrakottabänder, die rund um das Gebäude laufen. Diese bestehen aus einzelnen Platten, die meist quadratisch sind und eine Kantenlänge von 55 Zentimetern haben. Auf den einzelnen Platten ist jeweils eines von drei unterschiedlichen Ornamenten zu sehen: eine Anordnung vierer heraldischer Lilien, ein symmetrisches Gitter und eine Darstellung von vier Distelblättern. Es gibt keine erkennbare Reihenfolge dieser immer wiederkehrenden Symbole, jedoch folgt stets nach acht Platten eine anders gestaltete Platte. Diese hat die Form eines Wappenschildes und trägt entweder den Lübschen Wappenadler oder einen stilisierten Baum. Diese Schilde sind von zwei Männerfiguren als Wappenträgern eingerahmt.
Die Terrakottabänder sind während der Restaurierung zwischen 1865 und 1870 wiederhergestellt worden. Nur drei der ursprünglichen Platten sind als Museumsexemplare erhalten. Die neuen Platten geben die einstigen Motive ungefähr wieder, wenn man sich auch bei der Restaurierung viel Freiheit erlaubt hat. So ist zum Beispiel bei der Gestaltung des Wappenadlers das Ursprungsmotiv keineswegs exakt wiedergegeben.
Der Giebel wurde bei der Restaurierung ebenfalls nicht originalgetreu gestaltet; hier trifft die Restauratoren aber keine Schuld, denn im 19. Jahrhundert war der Giebel längst nicht mehr erhalten und dessen ursprüngliches Erscheinungsbild unbekannt. Eine alte Darstellung auf einem Altarbild des Lübschen Burgklosters zeigt ein Holstentor mit fünf Giebeltürmen; da in diesem Bild das Holstentor allerdings inmitten einer Phantasielandschaft aus Bergen und Wäldern steht, ist die Glaubwürdigkeit der Darstellung umstritten. Heute sitzen dem Giebel drei Türme auf, die aber nur von der Stadtseite zu sehen sind.

### Inneres
Die Innenräume der Türme sind gleichartig gestaltet. Erdgeschosse und erste Obergeschosse haben die höchsten Decken, während die darüber liegenden Stockwerke deutlich niedriger sind. Zwei enge Wendeltreppen winden sich aufwärts, und zwar jeweils zwischen dem Mittelbau und dem angrenzenden Turm. Gänge verbinden in jedem Geschoss den Raum des Mittelbaus mit den auf gleicher Höhe liegenden Räumen der Türme. Heute ist im Nordturm die Decke des zweiten Obergeschosses herausgebrochen, sodass zweites und drittes Obergeschoss hier einen gemeinsamen Raum bilden. Diese Umgestaltung war 1934 vorgenommen worden und entspricht nicht der ursprünglichen Anlage.
Vor den Schießscharten liegen die Geschützkammern. Im zweiten Obergeschoss findet man heute noch Kanonen in den Kammern, die allerdings nachträglich hier ausgestellt wurden und keine Originale sind. Über den Geschützkammern befinden sich Haken, von denen Ketten mit den Kanonen verbunden waren, um deren Rückstoß abzufedern. Die oberen Geschützkammern des ersten Obergeschosses waren nur über Leitern zu erreichen.

### Ältestes Buddelschiff der Welt

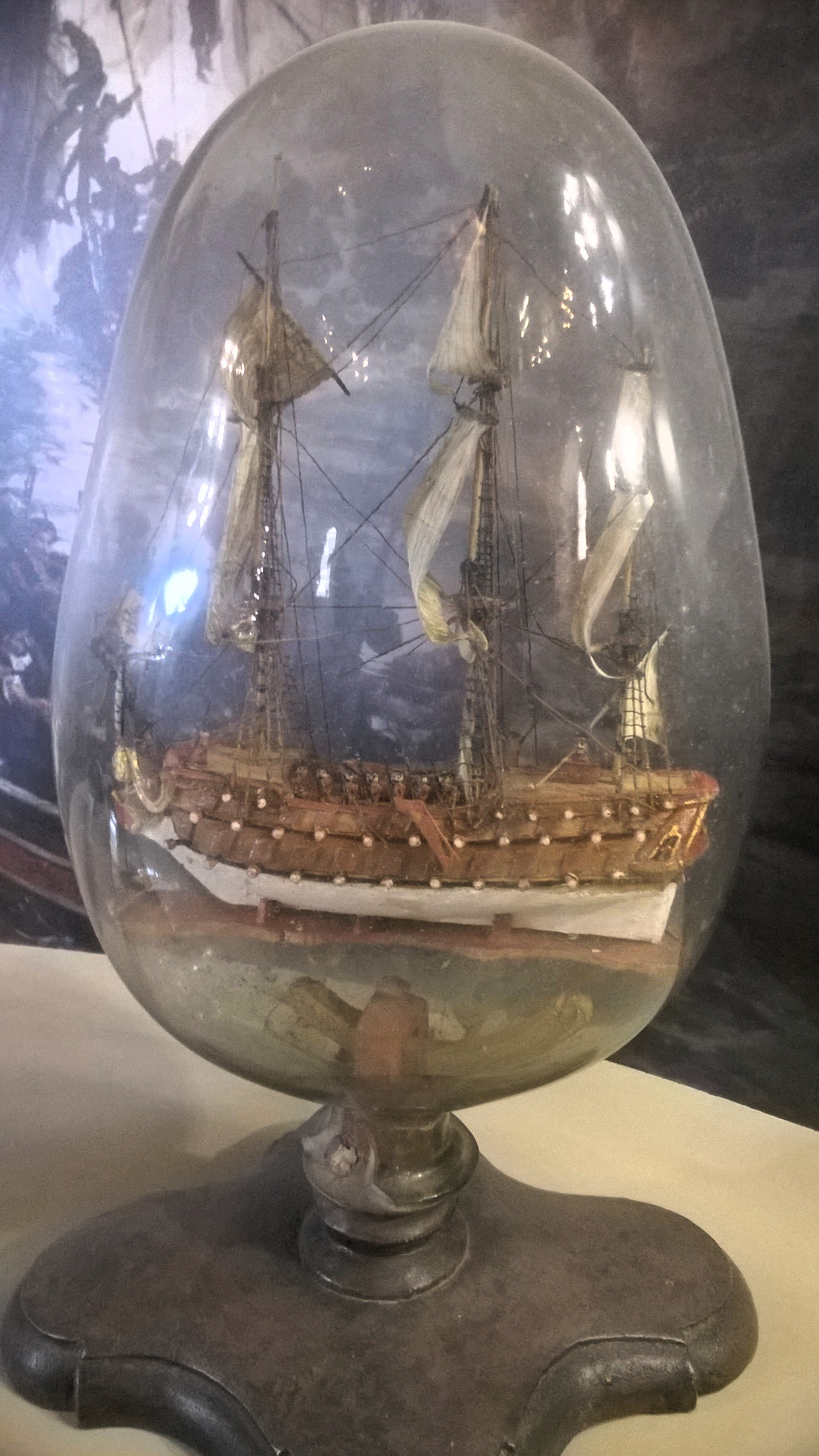
Das älteste, datierte Buddelschiff der Welt steht heute im Holstentor.

Das Lübecker Holstentor kann darüber hinaus mit einer modellbauerischen Besonderheit aufwarten: Es beherbergt nämlich das älteste Buddelschiff der Welt. Jedenfalls das älteste, eindeutig Datierbare. Georg Biondi hat es im Jahre 1784 gefertigt und es zeigt ein besonders kunstvoll gestaltetes portugiesisches oder türkisches Kriegsschiff mit drei Masten. Die Mannschaft aus sieben Minisoldaten ist auf dem Hauptdeck angetreten, der stark verkürzte Rumpf mit den völlig überhöhten Masten steckt in einer langgezogen-eiförmigen Flasche mit rundem Boden, welche der Künstler für die zusätzliche Schwierigkeitsgradsteigerung mit der Öffnung nach unten gedreht hat. Zu Recht stolz auf sein Werk hat Biondi seine Arbeit auf einem der Segel signiert.

### Grünanlage mit Lübecker Löwen
Das Innere des Holstentorplatzes ist eine langgestreckte Grünanlage, die von Harry Maasz angelegt wurde. An der westlichen, dem Holstentor gegenüberliegenden Schmalseite der Grünanlage sind zwei monumentale Lübecker Löwen aus Eisenguss aufgestellt. Die liegenden Löwen von 1823 sind unsigniert, sie werden Christian Daniel Rauch zugeschrieben und entstanden möglicherweise unter Mitwirkung von Rauchs Werkstattmitarbeiter Theodor Kalide. Einer der beiden Löwen schläft, der andere richtet seinen Blick aufmerksam auf den schlafenden. Ursprünglich befanden sich die Lübecker Löwen seit 1840 vor dem Wohnhaus des Kaufmanns und Kunstsammlers Johann Daniel Jacobj (1798–1847) in der Großen Petersgrube 19. Seit 1873 standen sie vor dem Hotel Stadt Hamburg in Lübeck am Klingenberg, bis dieses im Zweiten Weltkrieg 1942 zerstört wurde. Später wurden die Löwen vor dem Holstentor aufgestellt. Schräg gegenüber, auf einem Grünstreifen in der Willy-Brandt-Allee, steht die Bronzestatue Schreitende Antilope des Bildhauers Fritz Behn. Weitere Abgüsse der gleichen Löwen befinden sich vor dem Schloss Philippsruhe in Hanau.

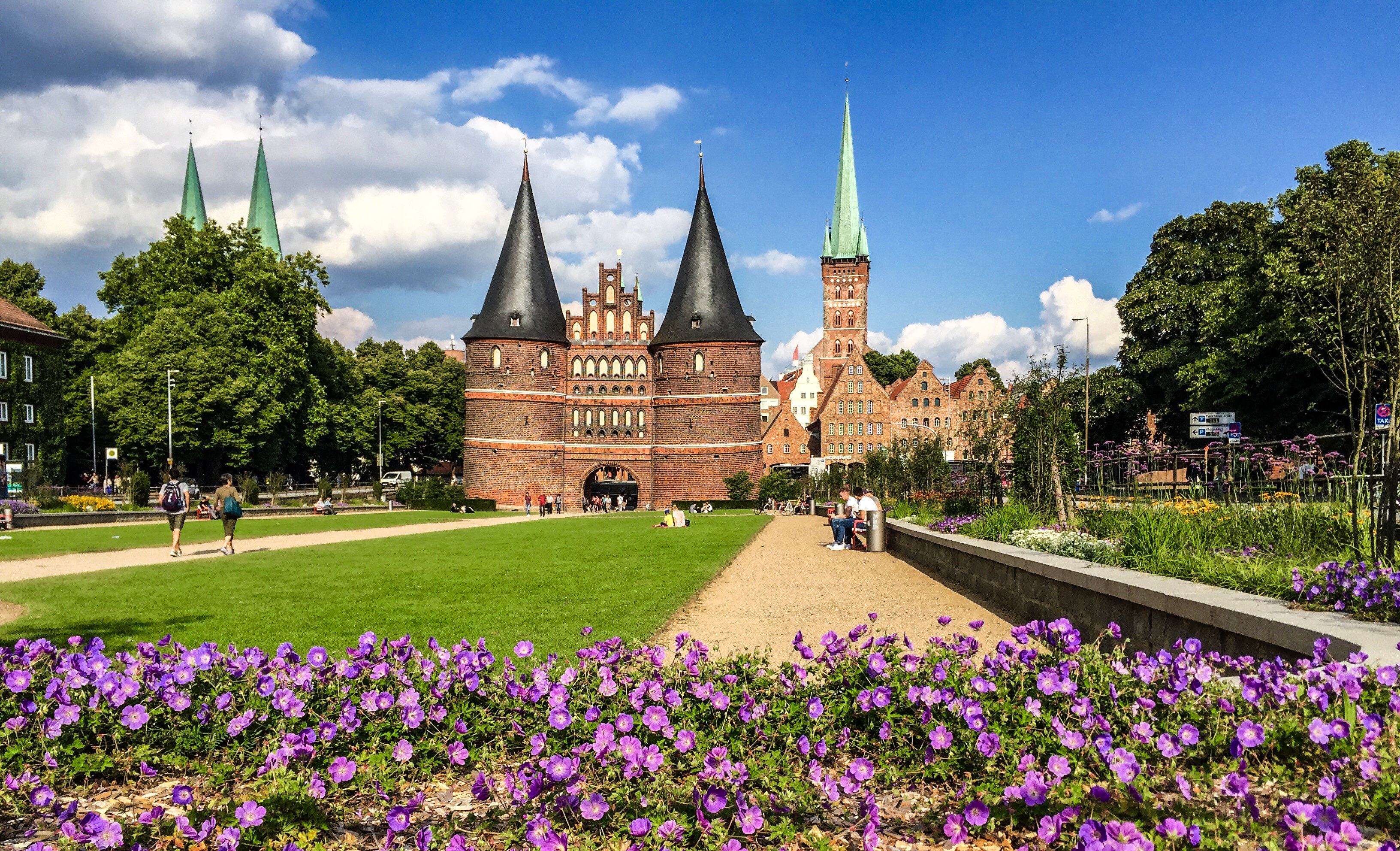
Grünanlage vor dem Holstentor
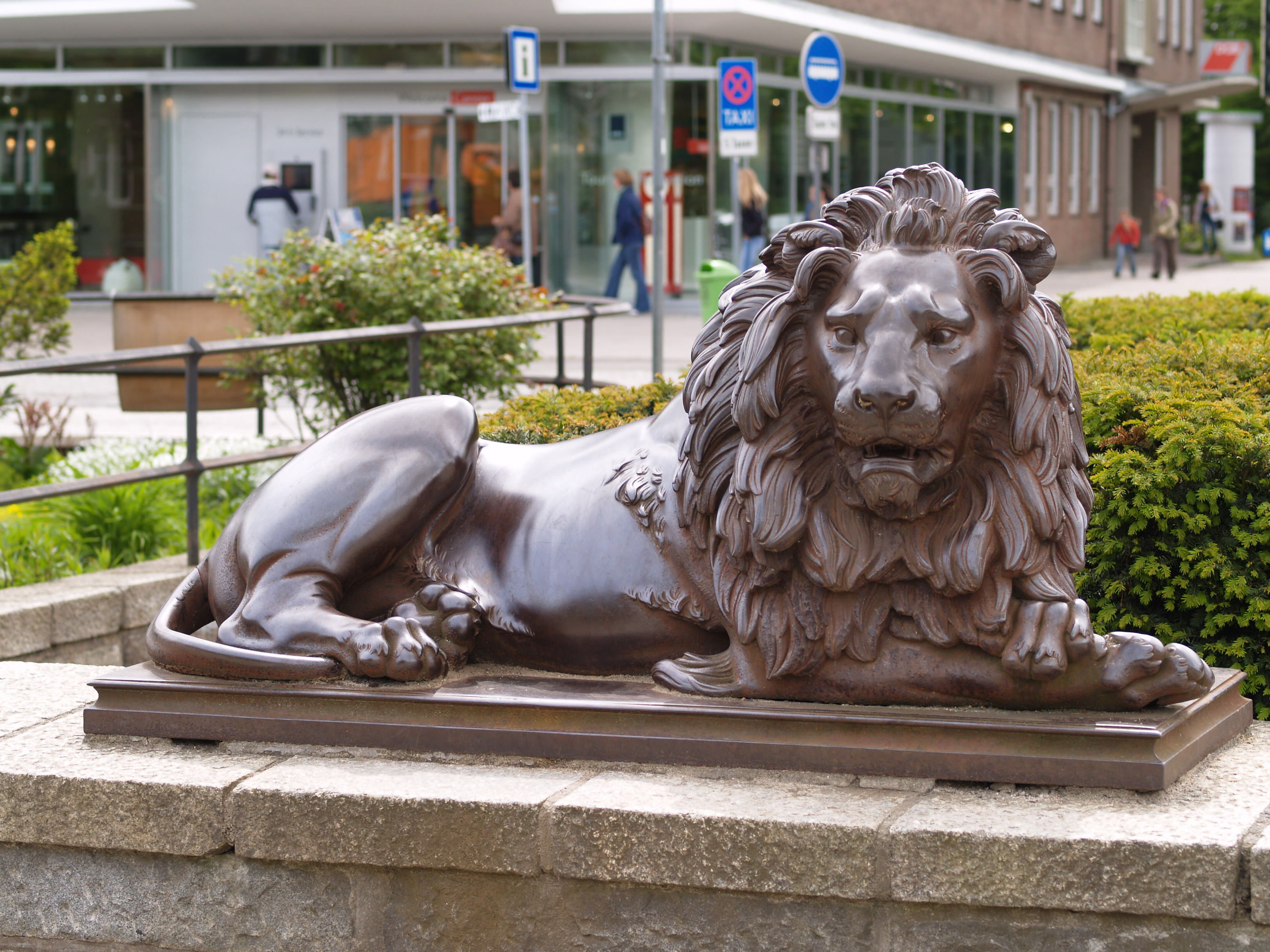
Wachender Löwe
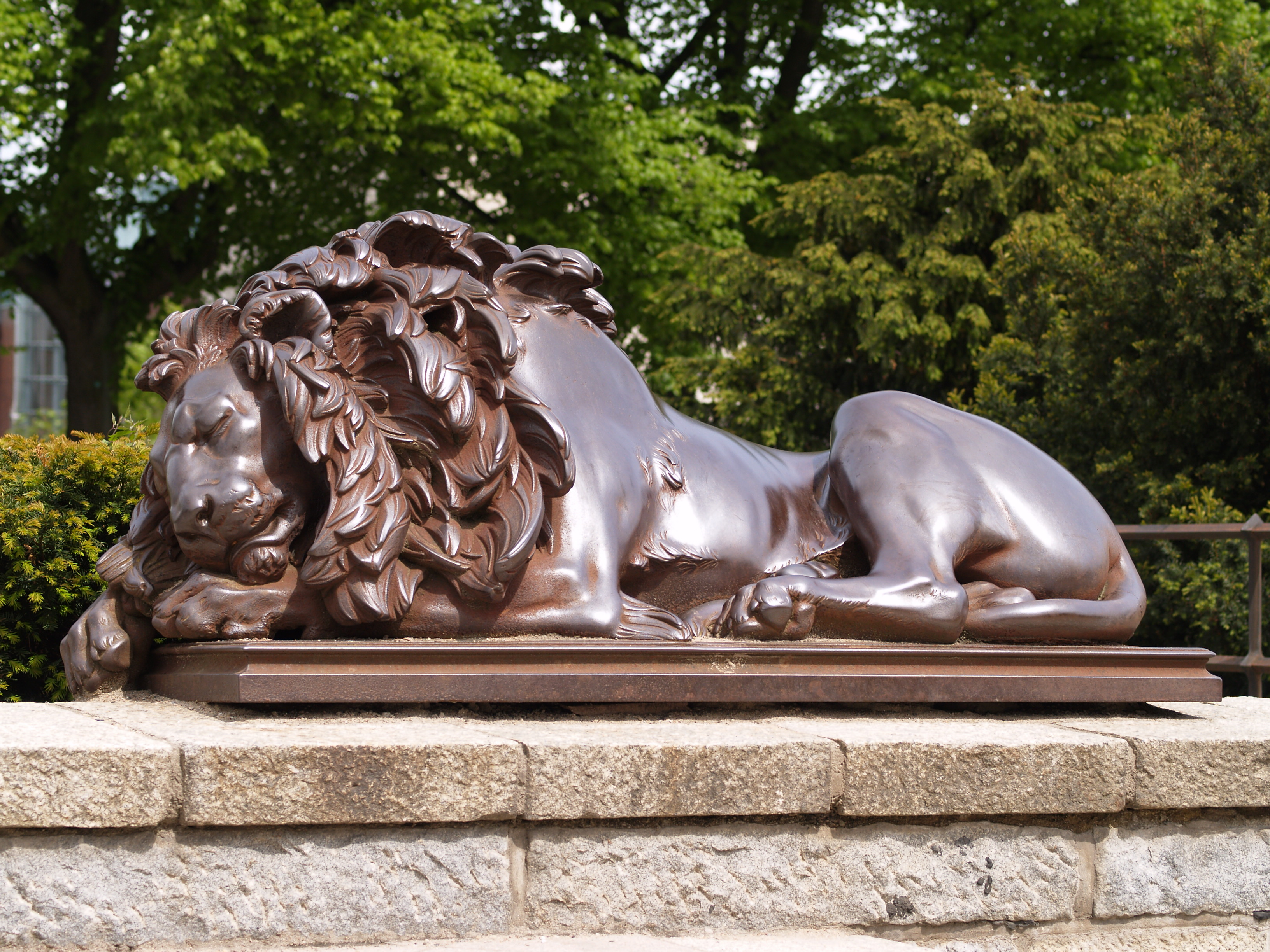
Schlafender Löwe
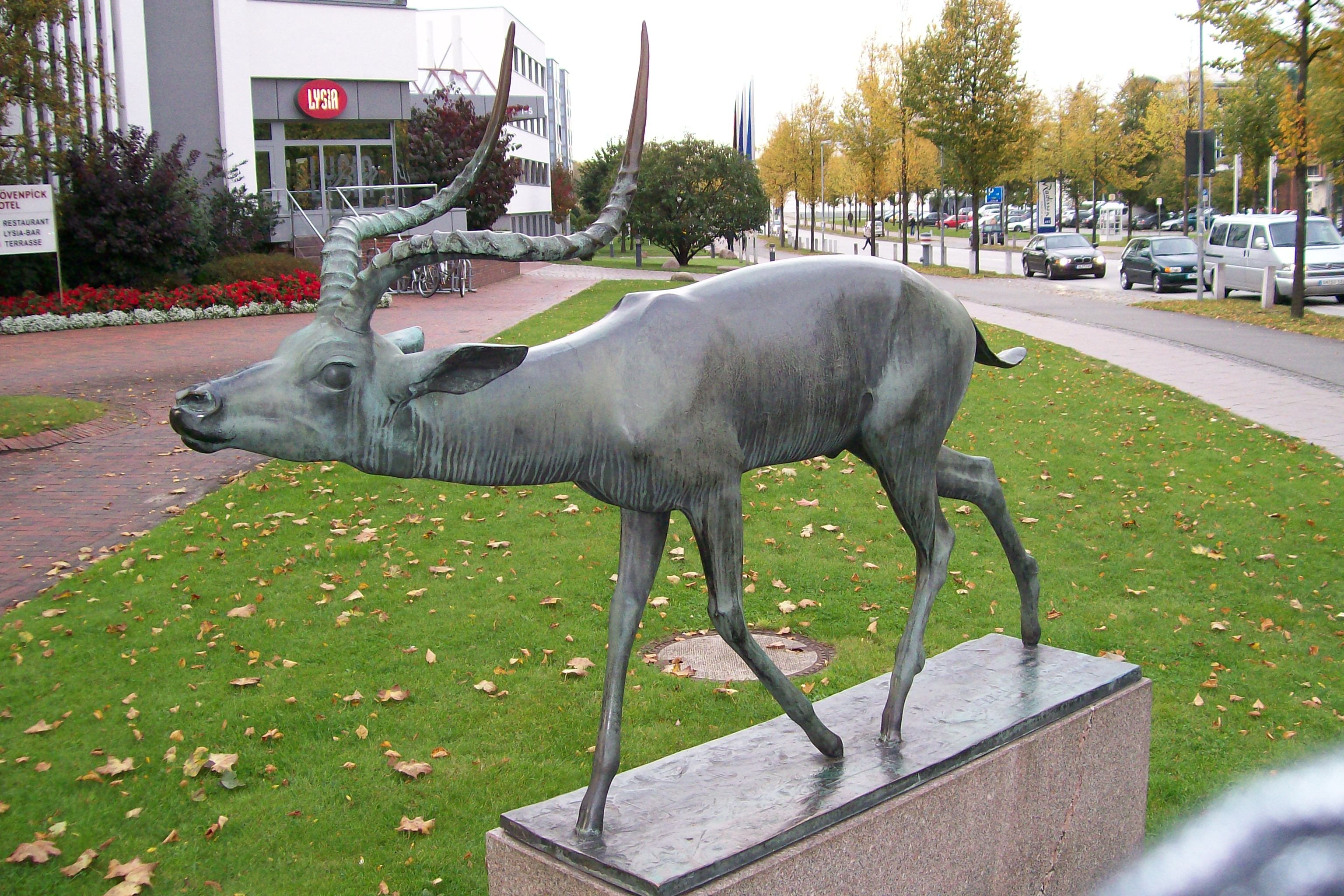
Schreitende Antilope

## Museum Holstentor

### Themenräume

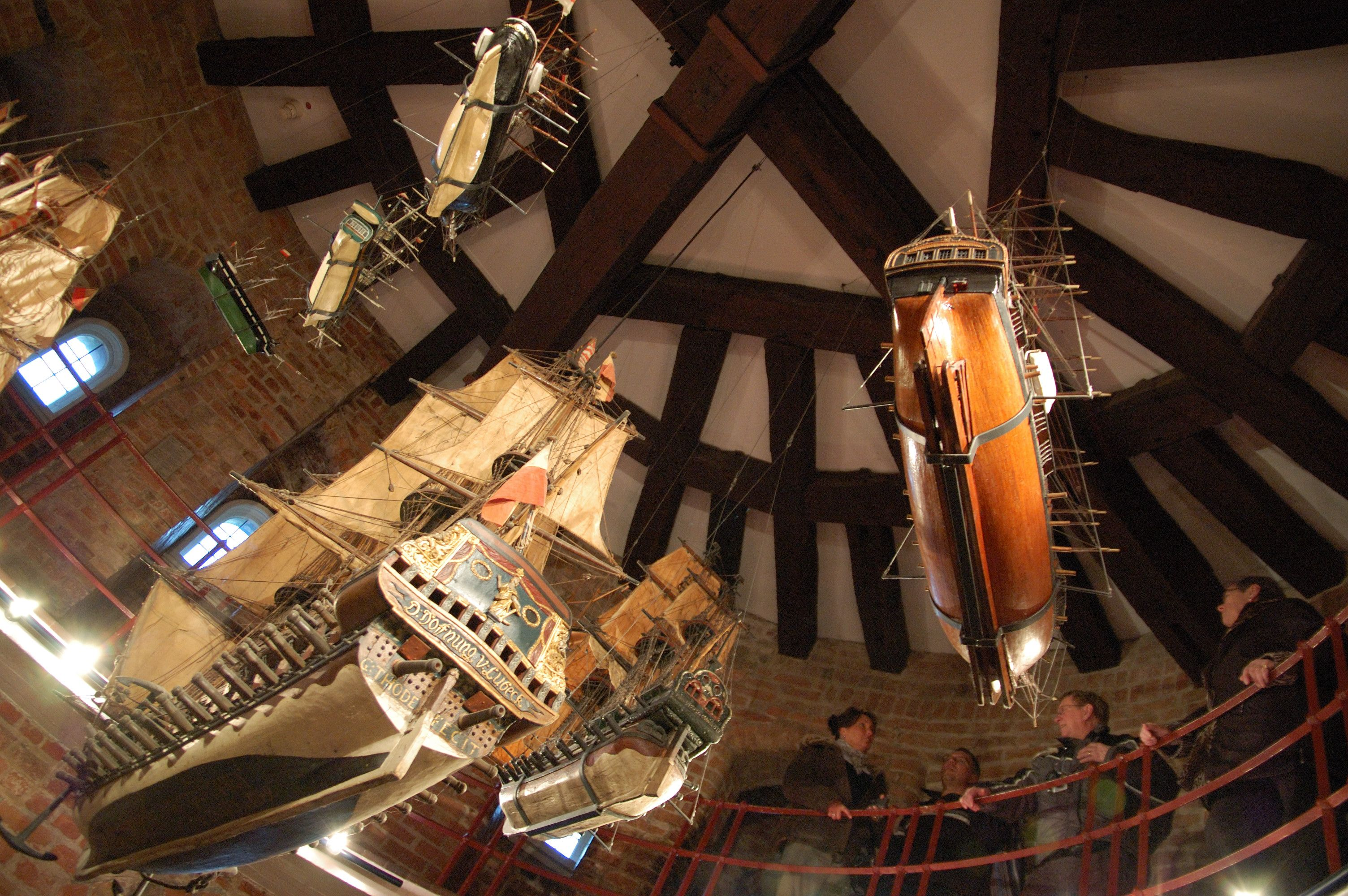
Schiffsmodelle im Museum Holstentor

Die linke Holzpforte an der Stadtseite des Holstentors führt in das Museum. Eine enge Wendeltreppe verbindet die Stockwerke. Im ersten bis dritten Geschoss des Holstentores sind neun Themenräume eingerichtet. Im ersten Geschoss werden der Fernhandel, die ursprüngliche Wehranlage und die Entwicklung zum heutigen nationalen Denkmal dargestellt. Im zweiten Geschoss werden die Schifffahrt und die Schifffahrtswege, das schildkrötenartige Modell der Innenstadt von Lübeck und der Markt gezeigt. Im dritten Obergeschoss werden das Lübische Recht und die lübische Stadtrechtsfamilie aus 80 bis 100 Städten und die Strafausübung inklusive Folter und Scharfrichter erklärt.

### Entstehung des Museums
Bereits die Nationalsozialisten hatten das Holstentor als Museum genutzt (siehe unten). Seit 1950 dient das Holstentor wieder als Museum, nun für Stadtgeschichte. Funde aus Alt-Lübeck wurden präsentiert, die Entwicklung des mittelalterlichen Lübecks in Modellen und Bildern dargestellt und Modelle der Schiffe der Hanse wie das Flaggschiff Adler von Lübeck ausgestellt. Auch dieses Museum war historisch nicht exakt. So beinhaltete es auch eine Folterkammer mit einem Verlies, einer Streckbank und weiteren Foltergeräten. Eine solche hatte sich aber in Wahrheit im Holstentor nie befunden.
2002 wurde das Holstentormuseum modernisiert. Dabei wurde nicht nur die Folterkammer beseitigt, sondern alle Räume nach einem neuen Konzept ausgestattet, das auch Bild- und Tondokumente einbezieht. Seit 2006 liegt die Leitung des Museums bei der Kulturstiftung Hansestadt Lübeck.

## Geschichte

### Stadttore von Lübeck
Die reiche und wohlhabende Hansestadt Lübeck sah sich im Laufe der Jahrhunderte genötigt, sich mit immer stärkeren Mauern und Befestigungsanlagen gegen Bedrohungen von außen zu schützen. Dabei erlaubten drei Stadttore den Zugang zur Stadt: Das Burgtor im Norden, das Mühlentor im Süden und das Holstentor im Westen. Nach Osten war die Stadt durch die aufgestaute Wakenitz geschützt. Hier führte das weniger martialische Hüxtertor aus der Stadt hinaus.
Diese Stadttore waren anfangs einfache Tore und wurden immer weiter verstärkt, so dass es letztlich in alle Richtungen drei bis vier hintereinander liegende Tore gab. Heute ist nur noch wenig davon erhalten: das Innere Burgtor sowie das Mittlere Holstentor, das heute einfach „Holstentor“ genannt wird.

### Vier Holstentore

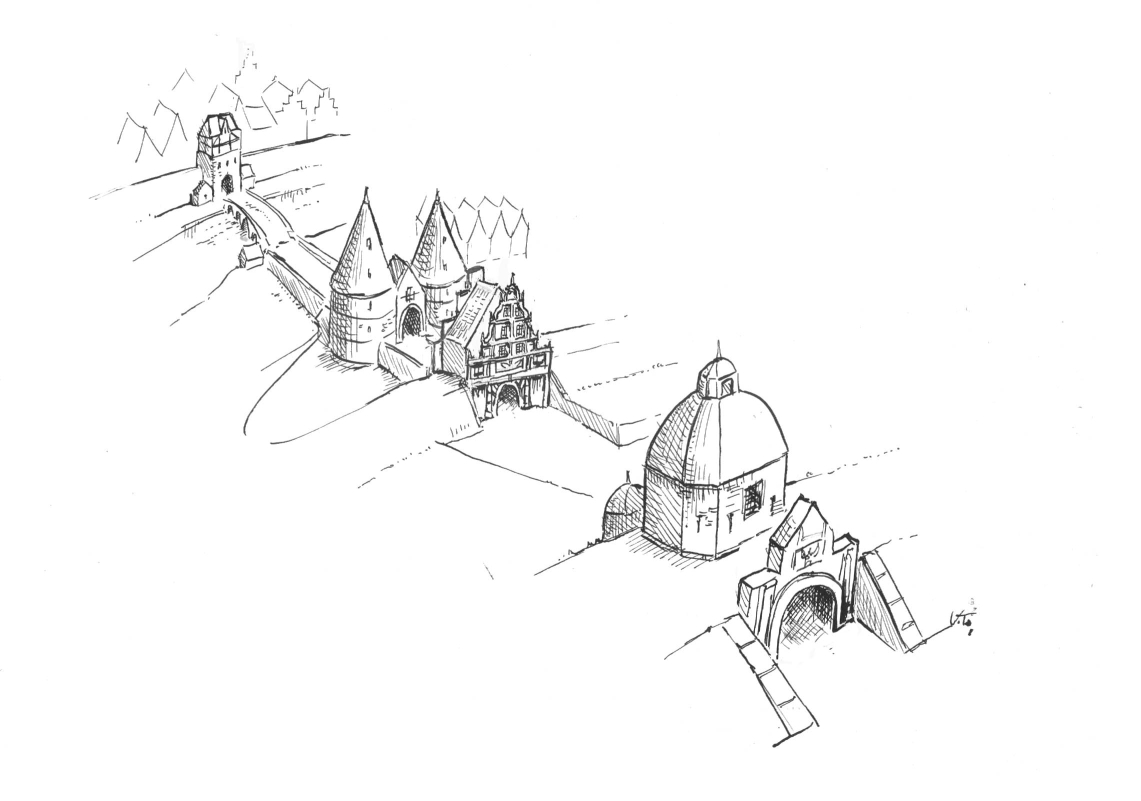
Die Holstentore um 1700 (Skizze). Ganz vorn ist das Zweite Äußere Holstentor, gefolgt vom Äußeren und Mittleren Holstentor. Hinter der Holstenbrücke liegt das Innere Holstentor – in dieser Zeichnung der Fachwerkbau, der das ursprüngliche Tor im 17. Jahrhundert ersetzt hat.

Die gesamte Holstentoranlage im Jahre 1728, Ausschnitt aus einer Stadtansicht von Friedrich Bernhard Werner

Zwischen dem Mittleren Holstentor und der Stadt lag früher das Innere Holstentor, das älteste der Holstentore. Nach außen folgten das Äußere Holstentor sowie ein viertes Tor, das als „Zweites Äußeres Holstentor“ bezeichnet wurde. Die Bezeichnungen der einzelnen Tore wechselten mit dem Entstehen und Verschwinden der Komponenten. So hieß das Mittlere Holstentor „Äußeres Holstentor“, ehe die zwei davor liegenden Tore errichtet wurden. Auch heute findet man eine ziemliche Verwirrung der Namen, wenn man geschichtliche Rückblicke sichtet.

#### Inneres Holstentor

Modellbau des inneren Holstentores (Stadt- und Feldseite)

Das älteste Holstentor wachte direkt am Ufer der Trave. Von der Stadt aus musste man durch dieses Tor, um auf die über den Fluss führende Holstenbrücke zu gelangen. Wann hier erstmals ein Tor errichtet wurde, ist unbekannt. Die Holstenbrücke wurde erstmals 1216 in einer Schenkungsurkunde des dänischen Königs genannt. Es ist wahrscheinlich, dass es zu jener Zeit bereits ein Tor und eine Mauer entlang der Trave gab. Die Benennung als Holstenbrücke (und Holstentor) hat den einfachen Hintergrund, dass der westliche Ausgang der Stadt nach Holstein zeigte.
Aus den Chroniken geht hervor, dass 1376 die Holstenbrücke und das Tor erneuert wurden. Das Aussehen des hierbei errichteten Tors ist durch den Holzschnitt der Lübecker Stadtansicht des Elias Diebel gut überliefert. Es ist zwar eine Stadtansicht von der östlichen Wakenitzseite des Altstadthügels, der Künstler klappt aber wesentliche Bestandteile der Westseite hoch, sodass auch sie sichtbar werden. Es war ein rechteckiger Turm mit einer hölzernen Galerie im oberen Teil.
Zu einem nicht bekannten Zeitpunkt des 17. Jahrhunderts wurde das Innere Holstentor durch ein kleineres, schlichtes Fachwerktor ersetzt – womöglich sah man wegen der inzwischen starken Außenbefestigungen keinen Sinn mehr in einem starken inneren Tor. Verbunden war das Innere Holstentor mit dem Haus des Zöllners, der an dieser Stelle über den Zugang zur Stadt wachte.
Das Fachwerktor wurde 1794 durch ein einfaches Gittertor ersetzt; dies wurde wiederum 1828 abgerissen, gemeinsam mit
dem Zöllnerhaus und der Stadtmauer entlang der Trave.
Es ist wahrscheinlich, dass es auch am entgegengesetzten Ufer der Trave frühzeitig ein Tor gab. Sein Aussehen ist aber nicht überliefert. Wenn es existiert hat, wurde es vor oder nach dem Bau des Mittleren Holstentors abgerissen.

#### Mittleres Holstentor
Im 15. Jahrhundert hielt man die Toranlagen nicht mehr für ausreichend. Schusswaffen und Kanonen machten stärkere Befestigungen nötig. Man beschloss, ein weiteres Tor zu bauen – das Äußere Holstentor, später als Mittleres Holstentor und heute nur noch als das Holstentor bekannt. Die Finanzierung war durch ein Vermächtnis des Ratsherrn Johann Broling über 4.000 Mark lübisch sichergestellt. 1464 begann der Ratsbaumeister Hinrich Helmstede mit dem Bau, der 1478 vollendet wurde. Errichtet wurde es auf einem sieben Meter hohen, eigens aufgeschütteten Hügel. Bereits während der Bauzeit erwies sich diese Unterlage als instabil. Im morastigen Grund sackte der Südturm ab, sodass man schon beim Weiterbau versuchte, einen Ausgleich für die Neigung zu schaffen.
Zur weiteren Geschichte des Mittleren Holstentors siehe unten: Restaurierungen des Mittleren Holstentors.

#### Äußeres Holstentor

Modellbau des äußeren Holstentores (Stadt- und Feldseite)

Das Äußere Holstentor war auch unter den Namen Renaissancetor, Vortor oder Krummes Tor bekannt. Es wurde im 16. Jahrhundert errichtet, als man westlich des Mittleren Holstentores einen Wall aufschüttete und in diesen ein weiteres Tor einließ. Das Äußere Holstentor wurde 1585 vollendet. Sein östlicher Ausgang war nur 20 Meter vom Mittleren Holstentor entfernt, sodass dieses neue Tor den Blick darauf versperrte. Zwischen den Toren wurde ein ummauerter Bereich geschaffen, der als Zwinger bezeichnet wurde.
Verglichen mit dem rund hundert Jahre älteren Mittleren Holstentor war sein Vortor klein, jedoch an der Front der Feldseite viel reichhaltiger verziert. Die Stadtseite war dagegen schlicht gehalten. Als erstes der Tore trug das Äußere Holstentor eine Inschrift. Sie war an der Stadtseite angebracht und lautete: Pulchra res est pax foris et domi concordia – MDLXXXV („Schön sind der Friede draußen und die Eintracht innen – 1585“). Später wurde sie auf die Feldseite verlegt und leicht abgeändert: Concordia domi et foris pax sane res est omnium pulcherrima („Eintracht innen und Friede draußen sind in der Tat für alle am besten“). Mit dem Tor verbunden war das Wohnhaus des Wallmeisters, der für die Instandhaltung der
Befestigungsanlagen zu sorgen hatte.
Der Erbauer des Renaissancetors war vermutlich Ratsbaumeister Hermann von Rode, der sich für die Gestaltung der Front an niederländischen Vorbildern orientierte. Direkt vergleichbar ist beispielsweise die Nieuwe Oosterpoort in Hoorn. Das Tor bestand rund 250 Jahre und musste letztlich der Eisenbahn weichen: Es wurde 1853 abgerissen, um Platz für den ersten Lübschen Bahnhof und die Gleise zu schaffen. Heute besteht auch dieser Bahnhof nicht mehr; der jetzige Hauptbahnhof liegt etwa 500 Meter weiter westlich.

Modellbau des zweiten äußeren Holstentores (Stadt- und Feldseite)

#### Zweites Äußeres Holstentor
Am Anfang des 17. Jahrhunderts wurden vor dem Stadtgraben neue Wallanlagen unter der Aufsicht des Festungsbaumeisters Johann von Brüssel errichtet. Im Rahmen dieser Bauten wurde 1621 ein viertes Holstentor errichtet. Es war vollkommen in die hohen Wälle eingebettet und von einem achteckigen Turm gekrönt. Die Torbögen trugen die Inschriften Si deus pro nobis, quis contra nos („Wenn Gott für uns ist, wer wird dann gegen uns sein?“, Stadtseite) und Sub alis altissimi („Unter dem Schutz des Höchsten“, Feldseite). Das Tor, als letztes der vier Holstentore entstanden, verschwand auch als erstes, nämlich im Jahre 1808. Über den Stadtgraben führt als älteste Lübecker Steinbrücke die Puppenbrücke nach Holstein.

### Abbruch dreier Tore im 19. Jahrhundert
Im Zuge der Industrialisierung sah man die Befestigungsanlagen nur noch als lästige Hindernisse. 1808 wurde das Zweite Äußere Holstentor, 1828 das Innere Holstentor und 1853 das Äußere Holstentor abgerissen. Es galt damals nur als eine Frage der Zeit, bis auch das Mittlere Holstentor, das einzig verbliebene der vier Tore, niedergerissen würde.

### Restaurierungen des Mittleren Holstentors

#### Restaurierung 1863–1871
1855 gab es eine Eingabe lübscher Bürger an den Senat, endlich das verbliebene Tor abzureißen, da es einem Ausbau der Bahnanlagen im Wege stehe. 683 Unterschriften stützten diese Eingabe.

Neigung des Holstentors nach Westen, zur Feldseite hin, Blick von der Wallstraße

Allerdings gab es in jener Zeit auch Widerstände gegen die Zerstörung der alten Bausubstanz. So schrieb 1852 August Reichensperger: „Selbst Lübeck, einst das stolze Haupt der Hanse, scheint den Abglanz seiner früheren Herrlichkeit nicht ertragen zu können. Es verstümmelt, beschneidet und übertüncht so unverdrossen, daß die ‚moderne Aufklärung‘ sich bald seiner nicht mehr zu schämen haben wird.“
Als König Friedrich Wilhelm IV. von Preußen davon hörte, entsandte er den damaligen Konservator für Kunstdenkmäler im Königreich Preußen, Ferdinand von Quast, um „zu retten was zu retten ist“.
Der Streit um den Abbruch zog sich lange hin. Erst 1863 kam es zu einer Entscheidung, in der die Lübecker Bürgerschaft mit nur einer Stimme Mehrheit beschloss, das Gebäude nicht abzureißen und stattdessen umfassend zu restaurieren. Inzwischen war das Tor in einem sehr schlechten Zustand, da es jedes Jahr einige Zentimeter im Erdboden versank. Die tiefsten Schießscharten befanden sich bereits 50 Zentimeter unter dem Erdboden, und die Neigung des gesamten Tores nahm gefährliche Ausmaße an. Dadurch veränderte sich die Statik des Gebäudes drastisch, sodass man den Einsturz befürchtete.

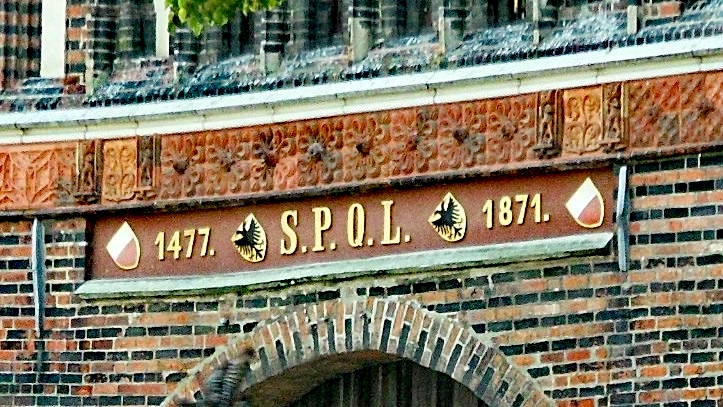
„Senatus populusque Lubecensis“

Bis ins Jahr 1871 wurde das Holstentor von Grund auf restauriert. Hiernach änderte sich die Beziehung der Lübecker zum Holstentor. Es wurde nicht mehr als lästige Ruine wahrgenommen, sondern als Erkennungszeichen einer stolzen Vergangenheit. Im 20. Jahrhundert integrierten lübsche Firmen und der Deutsche Städtetag das Holstentor in ihre Signets (siehe unten).
Hier fanden die Lübecker ihn in Ludwig Ewers’ 1926 erschienenem Roman Die Großvaterstadt mit viel Lübecker Geschichte und Geschichten wieder. Als die lübeckische Bevölkerung seinerzeit unter ihrem Polizeichef litt, dichtete sie die Bedeutung der 1871 am Holstentor angebrachten auf dem S.P.Q.R. als Vorbild dienenden Inschrift S. P. Q. L. in Senator Plitt quält Lübeck um.

#### Restaurierung 1933/1934
Da sich die Neigung der Türme fortsetzte und ein Einsturz letztlich noch immer nicht ausgeschlossen werden konnte, wurde eine zweite Restaurierung erforderlich. Diese erfolgte in den Jahren 1933/1934, in denen das Holstentor derart befestigt wurde, dass es endlich sicher stand. Bei dieser Restaurierung wurden Stahlbetonanker zur Sicherung der Türme eingesetzt, die von eisernen Ringen umgeben wurden. Es wurden aber auch Umgestaltungen vorgenommen, die nicht dem ursprünglichen Charakter des Tores entsprachen, unter anderem die erwähnte Zusammenlegung der Geschosse des Nordturms.
Die Nationalsozialisten machten das Holstentor zum Museum. Dieses wurde „Ruhmes- und Ehrenhalle“ genannt und sollte lübsche und deutsche Geschichte aus Sicht der nationalsozialistischen Ideologie darstellen.
In der zweiten Hälfte des 20. Jahrhunderts wurden – bauhistorisch heute nicht mehr vollständig nachvollziehbar – kleinere Ausbesserungsarbeiten am Holstentor durchgeführt.

#### Restaurierung 2005/2006

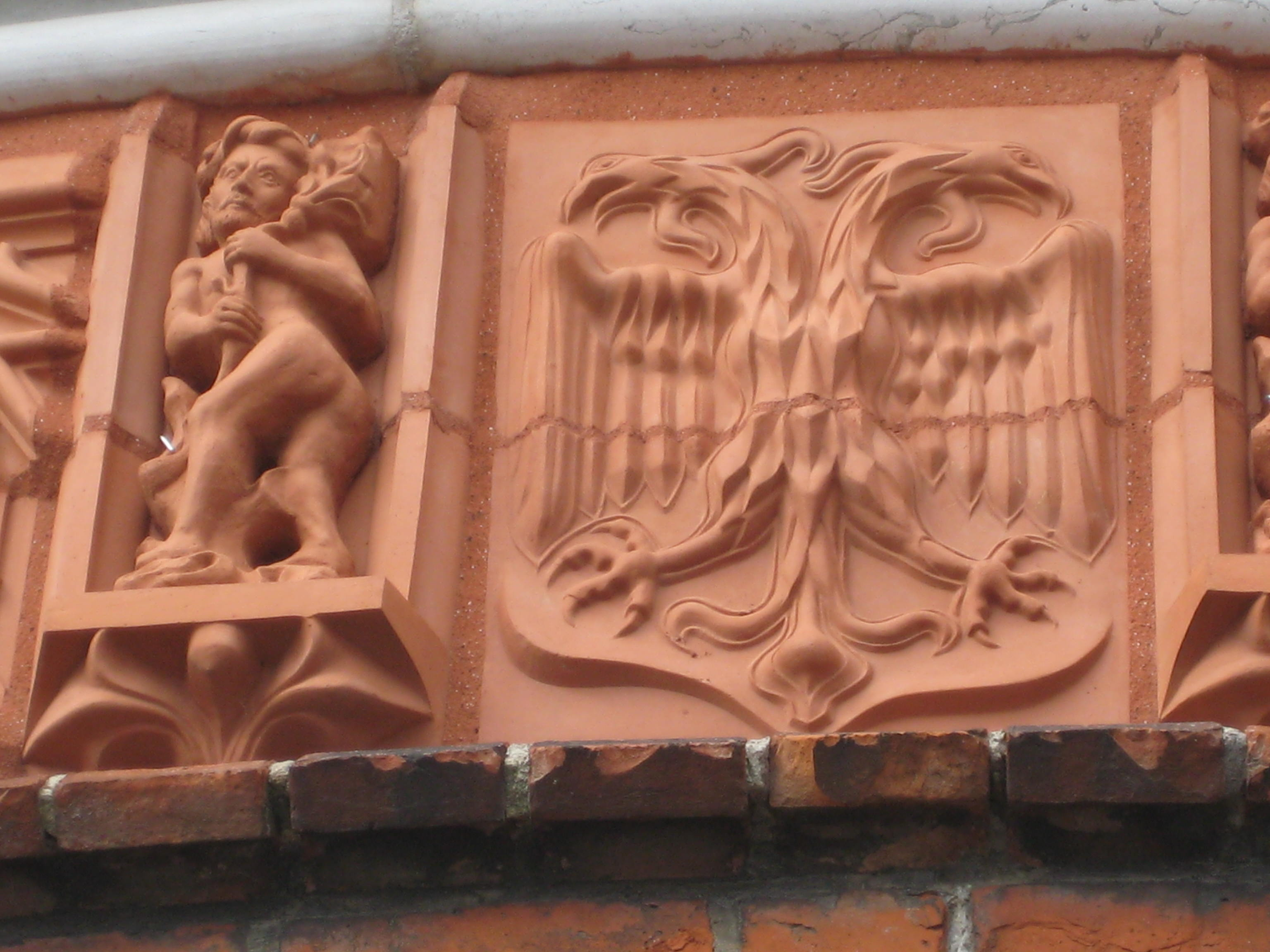
Erneuerte Terrakottaplatte mit lübschem Doppeladler

Von März 2005 bis Dezember 2006 wurde das Holstentor erneut restauriert. Die Restaurierungskosten wurden auf etwa eine Million Euro geschätzt, wobei eine Summe von 498.000 Euro (ursprünglich geplante Kosten) von der Deutschen Stiftung Denkmalschutz und der Possehl-Stiftung aufgebracht wurde. Der Rest der Kosten wurde hauptsächlich über Spenden von Privatpersonen, Firmen und wissenschaftlichen Einrichtungen übernommen.
Wenige Tage nach dem Gerüstaufbau wurde ein 1934 angebrachtes Hakenkreuz von Unbekannten herausgeschnitten und mitgenommen. Es galt als letztes an einem öffentlichen Gebäude in Deutschland und sollte im Laufe der Arbeiten mit einem Blech überdeckt werden. Anstelle des gestohlenen Hakenkreuzes wurde eine Platte mit der Jahreszahl 2006 zur Erinnerung an den Abschluss der Restaurierungsarbeiten angebracht.
Während der Arbeiten war das Tor aus Sicherheitsgründen mit einer Gerüstplane verhüllt. Auf der bedruckten Plane war das Aussehen des Tores vor dem Beginn der Arbeiten in hoher Auflösung abgebildet. Am 2. Dezember 2006 wurde das Holstentor im Rahmen einer Lichtershow des Künstlers Michael Batz der Bevölkerung wieder zugänglich gemacht.

## Holstentor als Motiv und Symbol

Logo des Deutschen Städtetages

Schon 1901 übernahm der Marzipanhersteller Niederegger das Holstentor in sein Firmenwappen. Andere lübsche Firmen taten es ihm gleich. 1925 integrierte der Deutsche Städtetag das Holstentor in sein Signet.
1948 erschien es auf den vier höchsten Werten (1 DM, 2 DM, 3 DM und 5 DM) der Bautenserie, der ersten Serie von Dauerbriefmarken in D-Mark-Währung. 2000 folgte eine weitere Briefmarke zu 5,10 DM in der Serie „Sehenswürdigkeiten“.
Ein Stich der Westansicht (Feldseite) des Holstentors ist auf der Rückseite der von 1960 bis 1991 produzierten 50-DM-Scheine. Im Jahre 2016 erschien ein so genannter 0-Euro-Schein als Souvenir.
Das Holstentor ist auf der deutschen 2-Euro-Münze von 2006 zu sehen, da Schleswig-Holstein damals turnusgemäß den Vorsitz im Bundesrat führte.

2-Euro-Münze (2006), von Heinz Hoyer
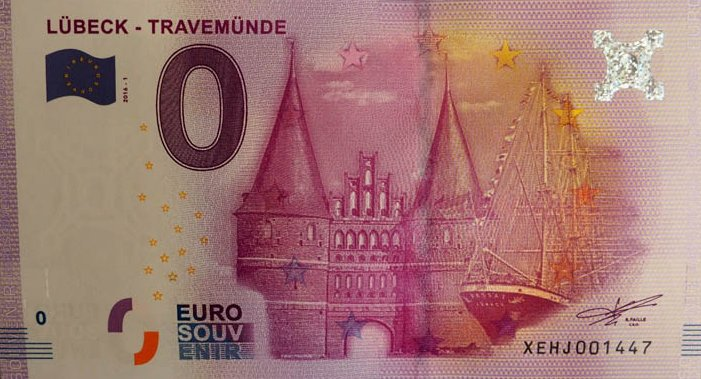
Vorderseite 0-Euro-Schein (2016)

Das pinkfarbene Gemälde Holstentor des Pop-Art-Künstlers Andy Warhol aus dem Jahr 1980 befindet sich im Besitz der Museen für Kunst und Kulturgeschichte.

## Sonstiges
Im Hansa-Park in Sierksdorf wurde 2008 ein verkleinerter und vereinfachter Nachbau des Holstentors als Entrée für die Besucher errichtet.
Im Sommer 2010 wurde an der Feldseite des Holstentors durch die Stadt Lübeck ein gelbes Banner mit der Aufschrift „Lübeck kämpft für seine Uni“ angebracht, um auch an prominenter Stelle auf die aktuelle Lage der Universität zu Lübeck aufmerksam zu machen.